# 두알라 대학교
두알라 대학교(프랑스어: Université de Douala; UDla)는 카메룬 두알라에 위치한 대학교이다. 두알라 대학교는 카메룬의 8개의 공립 대학 중 하나이다.

## 역사
현재의 두알라 대학교는 1993년에 설립되었다. 이 대학은 1977년에 설립된 대학 센터를 설립하였으며, 이 센터는 1977년에 설립된 ESSEC(Ecole Supérieur de Sciences)와 1979년에 설립된 ENSET(Ecole Normal d'Ensignment Technique)으로 구성되어 1992년에 대학으로 전환되었다.
이 대학에는 약 40,000명의 학생, 600명의 교사, 600명의 관리자 및 협력자가 있다.
대학은 경제학, 상업, 기술 교육, 산업 공학, 의학 및 제약, 예술, 수산 과학, 인문학, 법학 및 정치, 과학, 경제 과학 및 경영에 대한 교육을 제공한다.